# Келлер, Мэри Пейдж
Мэри Пейдж Келлер (англ. Mary Page Keller; род. 3 марта 1961, Монтерей-Парк, Калифорния) — американская актриса и продюсер, в основном, известная по ролям на телевидении.
Келлер за свою карьеру сыграла более пятидесяти ролей на телевидении. В начале восьмидесятых она снималась в дневных мыльных операх «Надежды Райан» (1982—1983) и «Другой мир» (1983—1985), после чего перешла в прайм-тайм и с 1987 по 1989 год играла главную роль в ситкоме «Дуэты» и его спин-оффе «Открытый дом» (1989—1990).
В девяностых, Келлер снялась в нескольких недолго просуществовавших ситкомах и после была заметна благодаря второстепенным полям в сериалах «Провиденс», «Военно-юридическая служба», «Морская полиция: Спецотдел», «Части тела», «Женщина-президент» и «Зои Харт из южного штата». В 2014-15 годах Келлер играла роль матери главной героини в сериале «Погоня за жизнью».
На большом экране, Келлер сыграла роль матери героя Юэна Макгрегора в фильме 2010 года «Начинающие». Кроме этого она была гостем во множестве телесериалов, таких как «Безумцы», «Ищейка», «Касл» и «Практика».

## Избранная фильмография
| Год       |   | Русское название | Оригинальное название | Роль               |
| --------- | - | ---------------- | --------------------- | ------------------ |
| 2012—2017 | с | Милые обманщицы  | Pretty Little Liars   | Дайанн Фицджеральд |
| 2014—2015 | с | Погоня за жизнью | Chasing Life          | Сара Карвер        |